# (4072) Yayoi
(4072) Yayoi est un astéroïde de la ceinture principale.

## Description
(4072) Yayoi est un astéroïde de la ceinture principale. Il fut découvert le 30 octobre 1981 à Kiso par Hiroki Kosai et Kiichiro Hurukawa. Il présente une orbite caractérisée par un demi-grand axe de 2,15 UA, une excentricité de 0,06 et une inclinaison de 2,2° par rapport à l'écliptique.

## Compléments